# Nils-Olav Johansen

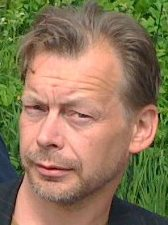
Nils-Olav Johansen (2012)

Nils-Olav Johansen (* 12. April 1966 in Bjugn) ist ein norwegischer Jazzgitarrist und -sänger.
Johansen studierte von 1986 bis 1988 Jazzmusik am Konservatorium von Trondheim und spielte in Bands wie Close Enough (1987–88), Pentateuch ("Blixband", seit 1989) und Big Bambus (seit 1989). 
Nach einem Frankreichaufenthalt bis 1990 wurde er Mitglied in drei Bands: Farmers Market, Frode Fjellheims Jazz Joik Ensemble und Storytellers. Mit Farmers Market spielte er Folk-Jazz-Alben ein: Speed/Balkan/Boogie (1994), Musikk fra Hybridene (1996) und Farmers Market/Stian Carstensen (1999–2000). Mit Frode Fjellheim erschien 1994 Saajve dans, im gleichen Jahr mit den Storytellers Enjoy Storytellers.
Seit den 1990er Jahren trat  er als Gast von Gruppen wie Veslefrekk, Embla, Ståle Storløkken und dem Trondheim Jazzorkester auf und wirkte an Plattenaufnahmen von Håvard Lund, Niels Præstholm, Jon Balke, dem Sextett von Sigurd Køhn und Nils-Olav Johansen, Sverre Gjørvad, Solveig Slettahjell, Eldbjørg Raknes, Christina Bjordal, Børre Dalhaug und Eirik Hegdal mit.
Mit Harald Johnsen und Sverre Gjørvad gründete er das Nils Johansen Trio. 2005–06 nahm er als Bandleader das Album My Deal auf.